# كهريزوروشت (مقاطعة دلفان)
كهريزوروشت (بالفارسية: کهریزوروشت) هي قرية تقع في قسم ايتيوند الجنوبي الريفي (مقاطعة دلفان) في إيران. يقدر عدد سكانها بـ 670 نسمة بحسب إحصاء 2016.